# Клъстер (химия)
Вижте пояснителната страница за други значения на Клъстер.
Клъстерът е химическо съединение, съдържащо ковалентна връзка между атомите или молекулите.
За понятието клъстер няма общоприето определение. В различните области на науката това понятие се използва за различни образувания. В химията под клъстер се разбира единица съдържаща малък или по-голям брой еднакви атоми с къси междуатомни разстояния при двойка атоми. Клъстерите могат да бъдат комплексни съединения, стабилизирани от лиганди, и неутрални молекули. Могат да се образуват от неметали – бориди, борани, фулерени и други; от s-елементи – алкални субоксиди; от p-елементи – някои полиметални йони, като [Bi6(OH)12]6+, както и при много d-метали. Такива образувания са стабилни достатъчно дълго време и участват в химични реакции като самостоятелни единици. Особено характерни са клъстерите за d-елементите. Поради високите си термични константи при химични рекции на клъстерите им е по-изгодно да останат със свързани помежду си атоми.
Терминът се използва и в по-широк смисъл, обозначавайки всяка група атоми, промеждутъчна по размери между молекула и твърдо тяло.
Клъстерите могат да бъдат диядрени, тридрени и полиядрени. Проблемите, свързани с този тип съединения са сложни и все още не са намерени общи закономерности, с помощта на които би могла да се осъществи синтез на нови подобни съединения и системно да се изучават техните своъства. Независимо от това, клъстерите вече намират приложение, главно като катализатори. Клъстерната катализа е водещо направление в каталитичните процеси и се използва при синтеза на нови полимери, фиксация на молекулен азот, конверсия на въглероден оксид, фотокаталитични процеси и други.

## Типични клъстерни съединения
- Фулерени, празни и напълнени с молекули.
  - бъкминстърфулерен
- Карборани
  - карборанова киселина и карборанати
  - ортокарборан
  - дикарболидна киселина и дикарболиди
  - карборин
- Борани
  - пентаборан
  - декаборан
  - додекаборна киселина и додекаборати
  - октадекаборан

## Цитирани източници
1. 1 2  Киркова, Елена. Химия на елементите и техните съединения.   София, Университетско издателство „Св. Климент Охридски“, 2013. ISBN 978-954-07-3704-7. с. 503.